# Pistola de bengalas

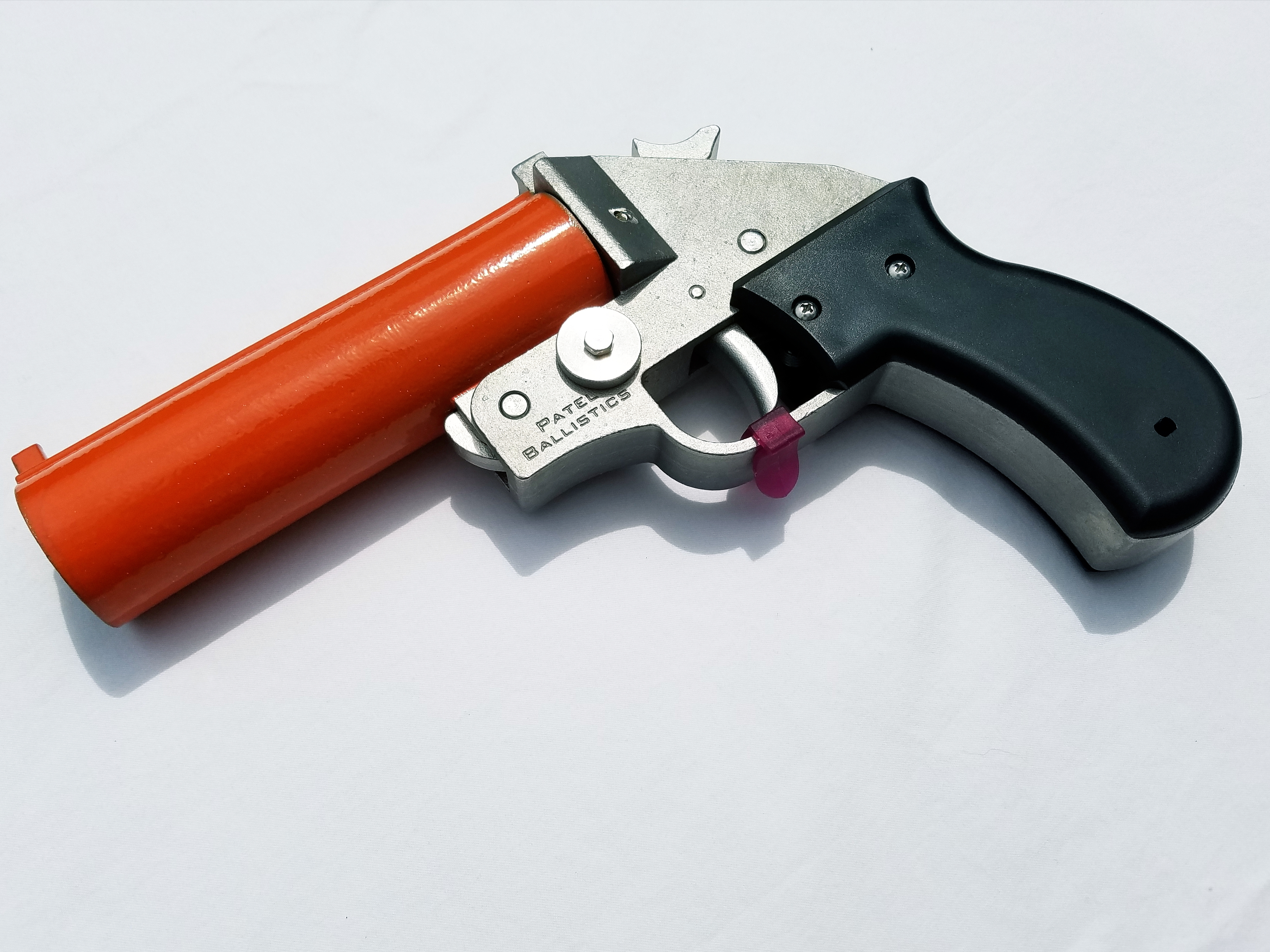
Pistola de bengalas moderna, hecha de aluminio.

Una pistola de bengalas es un tipo de arma de fuego que permite lanzar bengalas. Es utilizada como señal de auxilio en el mar o en tierra para indicar la posición del emisor a los aviones o helicópteros. Las bengalas lanzadas están diseñadas para generar una señal muy luminosa y por tiempo prolongado. Tiene un alcance aproximado desde 20 m, hasta 200 m.

## Tipos
Las pistolas de bengalas más comunes son las del tipo Very (a veces deletreado Verey), que debe su nombre a Edward Wilson Very (1847–1910), un oficial de la Armada de los Estados Unidos que desarrolló y popularizó una pistola monotiro de cañón corto que disparaba bengalas (bengalas Very). Tiene un gatillo y un martillo de acción simple, con percusión central. Los modelos modernos son frecuentemente fabricados con plástico resistente de color brillante.  

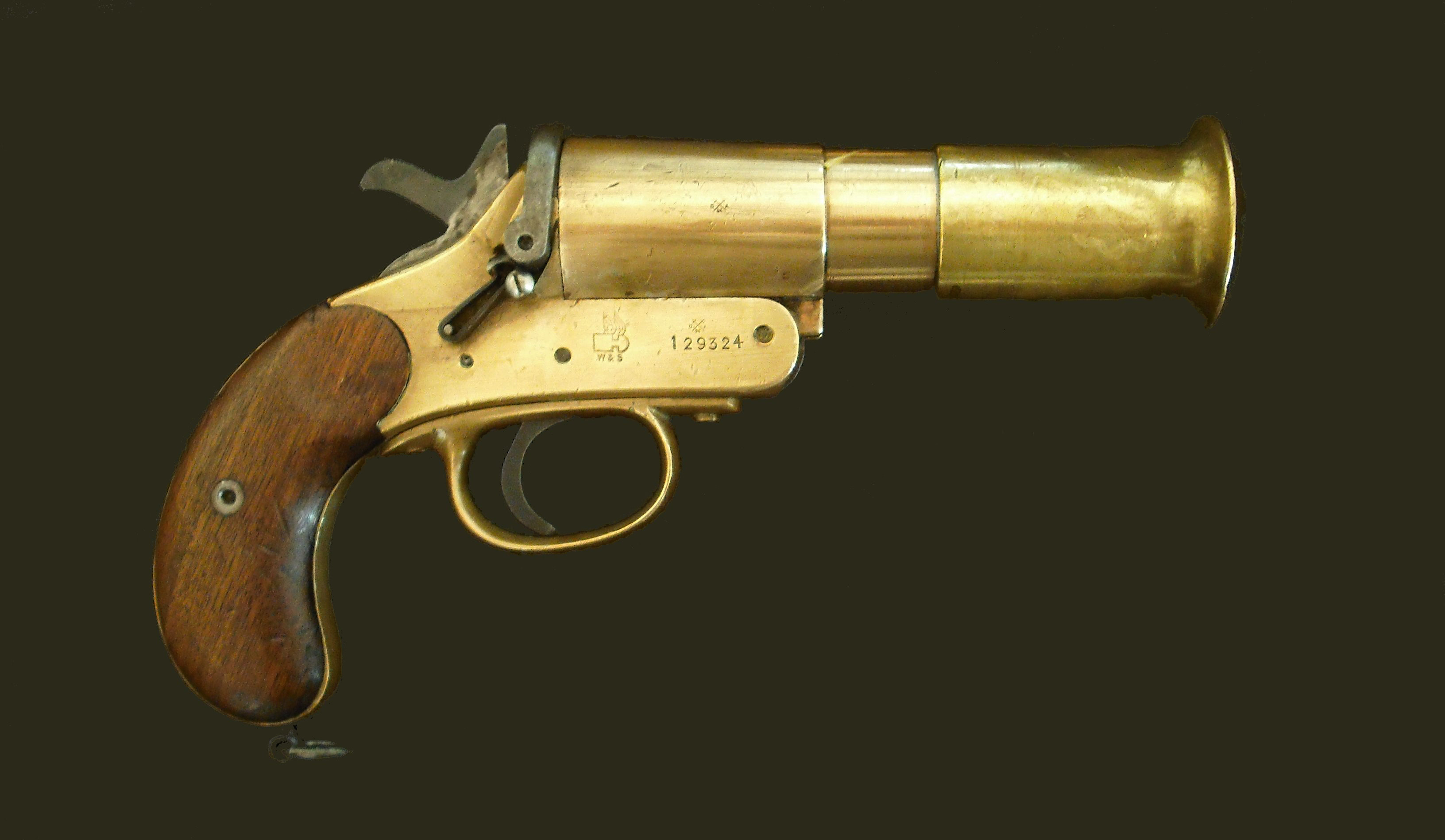
Pistola Very británica calibre 26,5 mm (1 pulgada), utilizada en la Primera Guerra Mundial.

Las pistolas Very de modelo antiguo, como las empleadas en la Segunda Guerra Mundial, son de calibre 26,5 mm (1 pulgada). Estas aún están disponibles y los modelos modernos de cañón largo además pueden disparar bengalas con paracaídas. Varios modelos modernos disparan bengalas del 12 (18,53 mm).[cita requerida] En los países donde la posesión de armas de fuego está estrictamente controlada, como en el Reino Unido, el uso de pistolas Very como equipo de emergencias a bordo de embarcaciones es menos común que en los Estados Unidos, por ejemplo. En tales países, las bengalas de señales son usualmente disparadas desde lanzadores tubulares descartables. Estos aparatos son disparados al retorcer o golpear uno de sus extremos, pero su contenido es similar al cartucho de una pistola de bengalas, aunque estas son más grandes e iluminan por más tiempo.[cita requerida]
Las pistolas de bengalas se emplean para enviar una señal de emergencia. Las bengalas deben dispararse a 90°, para que la señal sea visible por más tiempo y revele la posición del emisor.

## Uso como arma

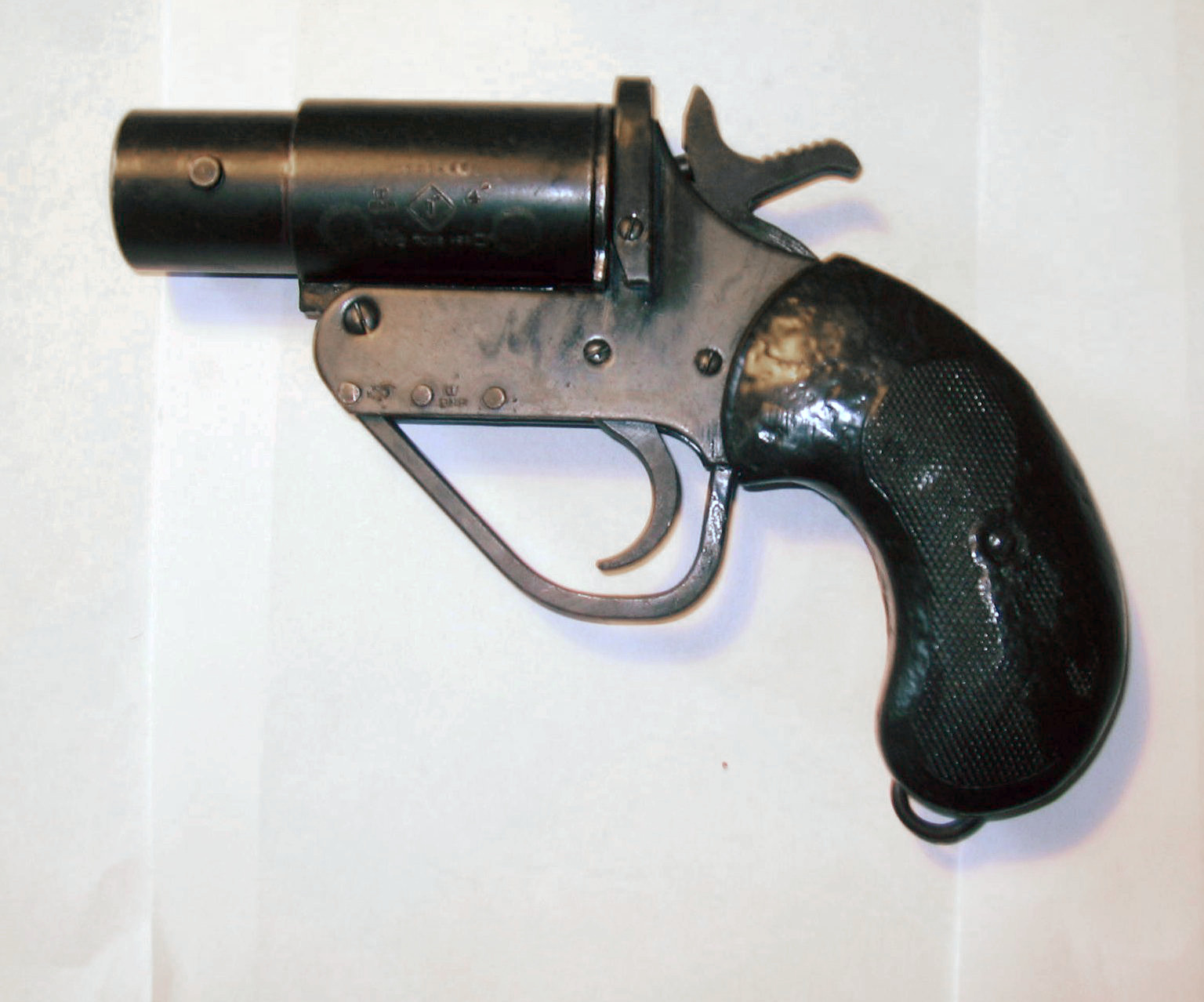
Pistola Molins No. 1 de tipo Very y calibre 26,5 mm (1 pulgada), fabricada por Berridge Ltd hacia 1940. El resalte para bayoneta del cañón se encajaba en la tronera de un avión.

Aunque no están diseñadas como un arma, las pistolas de bengalas han sido utilizadas como tales en algunas ocasiones. En 1942, en el Aeródromo de Pembrey en Gales, un piloto alemán aterrizó por error. El piloto de servicio, Sargento Jeffreys, no tenía un arma convencional y tomó una pistola Very, que la empleó para capturar al piloto alemán Oberleutnant Arnim Faber.
Hacia el final de la Primera Guerra Mundial, duranta la ofensiva final de la Campaña del Sinaí y Palestina, el 19 de octubre de 1918 un avión alemán fue destruido en tierra disparándole una bengala Very. El avión biplaza D.F.W fue primeramente visto en vuelo; el primer avión alemán desde el combate aéreo sobre Deraa el 16 y 17 de septiembre justo antes del inicio de la Batalla de Sharon. El avión biplaza fue forzado a aterrizar y fue destruido luego que el piloto y el observador se pusieron a cubierto.
En la Segunda Guerra Mundial, Alemania fabricó granadas diseñadas para dispararse desde pistolas de bengalas adaptadas conocidas como Kampfpistole, o Sturmpistole en su forma final. El arma fue diseñada como un arma antitanque, pero no tuvo éxito debido a la minúscula cantidad de TNT que tenían los proyectiles de carga hueca.
En las últimas etapas de la guerra de Corea, el 2 de noviembre de 1952, el Teniente Edward Mastronardi y su pelotón de 28 hombres del Real Regimiento Canadiense estaban ocupando un saliente conocido como el Song-gok, entre las líneas chinas y de las Naciones Unidas. En la madrugada del 2 al 3 de noviembre, la infantería china lanzó varios ataques contra el saliente. Durante el segundo ataque, Mastronardi le disparó a dos soldados chinos con su pistola Inglis Hi-Power y mató a un tercer soldado chino con su pistola de bengalas.
En la Batalla de Marsa Talamat, en las primeras fases de la guerra de Yom Kipur, una pistola de bengalas de 25 mm israelí, fue utilizada para incendiar y hundir un barco patrullero de clase Bertram.[cita requerida]
La unidad de señal de socorro de 19 mm es fabricada por la empresa alemana Heckler & Koch, de Oberndorf/Neckar, Alemania. Esta pistola compacta permite disparar de manera fiable y segura bengalas iluminantes en un tiempo muy corto gracias a su sistema de alimentación por cargador extraíble, en el cual se pueden alojar hasta cinco (5) bengalas 19 x 36, adoptado en su época por el ejército alemán, sus característica constructivas se correspondieron enteramente con los requerimientos militares de esa fuerza.[cita requerida]

### Juegos de conversión
Están disponibles juegos de conversión que permiten a una pistola de bengalas disparar cartuchos convencionales a través de adaptadores que se insertan en su cañón. El uso de estos juegos en la pistola de bengalas Orion hecha de plástico no es recomendado por su fabricante y las pruebas llevadas a cabo por la ATF han demostrado que su uso puede producir lesiones graves o letales. En Estados Unidos, si estos juegos de conversión son empleados en una pistola de bengalas, la pistola modificada es considerada un arma de fuego por la ATF. Si se le ha insertado un adaptador con ánima estriada, esta es clasificada como una pistola; si se le ha insertado un adaptador de ánima lisa, es clasifcada como COA (Cualquier Otra Arma) y está sujeta a los requisitos adicionales del Acta Nacional de Armas de Fuego. Las bengalas producen poca presión al ser disparadas en comparación con los cartuchos convencionales e incluso las pistolas de bengalas hechas de metal no están diseñadas, probadas o destinadas para emplear cartuchos convencionales. La modificación de una pistola de bengalas para disparar cartuchos convencionales también puede ser restringida por las leyes locales sobre "armas de fuego improvisadas".